# Sehbehindertentag
Der Sehbehindertentag (auch Tag der Sehbehinderten) ist ein nationaler Aktionstag in Deutschland, um unter dem Motto „Ich sehe so wie du nicht siehst“ auf die Situation und die Belange von Menschen mit Sehbehinderung aufmerksam zu machen. Vom Deutschen Blinden- und Sehbehindertenverband (DBSV) 1998 ins Leben gerufen, findet er seither jährlich am 6. Juni statt.

## Organisation und Inhalte
An der bundesweiten Durchführung beteiligen sich der DBSV, seine 20 Landesvereine mit über 250 Beratungsstellen, weitere Organisationen und wechselnde Kooperationspartner, wie der Berufsverband der Augenärzte Deutschlands (BVA), der Zentralverband der Augenoptiker und Optometristen, die evangelische und katholische Kirche in Deutschland 2010 oder der Deutsche Museumsbund im Jahr 2018.
Der Sehbehindertentag dient dazu, auf Bedürfnisse und Probleme von Menschen mit Sehbehinderungen aufmerksam zu machen. In den Veranstaltungen werden Informationen vermittelt zu medizinischen Therapiemöglichkeiten, Hilfsmittelangeboten und -versorgung wie Sehhilfen, Selbsthilfegruppen, zum Barrierefreien Arbeiten am Computer, zur Rehabilitation von Sehstörungen sowie barrierefreien Gestaltung der Umwelt durch Kontraste und Beleuchtung.
Gleichzeitig wird auf bestehende Probleme aufmerksam gemacht, die eine kulturelle, mediale oder soziale Teilhabe Sehgeschädigter erschweren. Dazu gehört etwa die Forderung, dass Haushalts- und Unterhaltungselektronik so gestaltet ist, dass deren Nutzung auch mit Sehbehinderung möglich ist, ebenso medizinische Geräte wie Blutzuckermessgeräte, Insulinpumpen oder Insulinpens, dass Formulare sehbehindertengerecht gestaltet sowie im öffentlichen Personenverkehr Fahrpläne und Informationen von Sehbehinderten lesbar sind, dass im öffentlichen Verkehrsraum Bahnsteigkanten, Treppenstufen und Hindernisse kontrastierend markiert sind oder Kinofilme mit Audiodeskription angeboten werden.

## Themen (Auswahl)
Jährlich steht ein anderes Schwerpunktthema aus dem Bereich Sehbehinderung im Mittelpunkt, zu dem Informationsveranstaltungen, Mitmachangebote und Broschüren entwickelt wurden:
- 2025: Touchscreens, zu der Frage: Wie können Touchscreens sehbehindertengerecht umgesetzt werden?
- 2024: Die schlimmste Kreuzung, zu den besonderen Risiken für sehbehinderte und blinde Menschen durch fehlende Markierungen wie „Blindenampeln“, auf dem Boden verlegte Rippen- und Noppenplatten oder fehlende visuelle Gestaltung von Kreuzungen.
- 2023: Sehbehinderung und Pflege
- 2022: Sehbehindertensonntag, gemeinsames Projekt des Deutschen Blinden- und Sehbehindertenverbands (DBSV), der Deutschen Bischofskonferenz (DBK), der Evangelischen Kirche in Deutschland (EKD), des Dachverbands der evangelischen Blinden- und Sehbehindertenseelsorge (DeBeSS) und des Deutschen Katholischen Blindenwerks (DKBW) vom 1. bis 30. Juni mit Gottesdiensten, Informationsveranstaltungen, Podiumsdiskussionen, Veranstaltungen in Kindergärten und Pflegeheimen und Aktionen von Kirchengemeinden, kirchlichen Gruppen und der Selbsthilfe zum Thema Sehbehinderung, Mitarbeit sehbehinderter Menschen in der Kirche, Barrierefreiheit von Gemeinden.[4]
- 2021: Kontrastreiche Poller, Aufruf zur Mitmach-Street Art Action vom 1. bis zum 11. Juni 2021, um schlecht sichtbare graue Poller mit einer gestrickten Umhüllung aus fünf Streifen in rot-weiß zu kennzeichnen[5]
- 2020 Unterstützung für sehbehinderte und blinde Menschen in der Corona-Krise
- 2019 Licht und Beleuchtung, gemeinsam mit der Wissenschaftlichen Vereinigung für Augenoptik und Optometrie (WVAO)[6]
- 2018 Sehbehindert im Museum, in Kooperation mit dem Deutschen Museumsbund: Präsentation gelungener sehbehinderten- und blindengerechter Angebote in Museen,[7] bundesweite Führungen in Museen für Menschen mit einer Sehschädigung mit der Möglichkeit, Exponate zu ertasten, Hintergrundinformationen zu Tastmodellen und Audioguides, Initiierung neuer Angebote als dauerhafter Service der Museen[8][9][10]
- 2017 Hörfilmempfang, in Kooperation mit hörfilm.info: Audiodeskription in Film und Fernsehen[11]
- 2016 Kontraste: bundesweite Aktion zu Stufenmarkierungen,[12] neue Fachbroschüre „Kontrastreiche Gestaltung öffentlich zugänglicher Gebäude“[13]
- 2015 Fit auch mit Sehbehinderung! in Kooperation mit Kieser Training: kostenlose Einführungen in das Gerätetraining für Blinde und Sehbehinderte, neue Broschüre „Fit auch mit Sehbehinderung“, Informationen zu Sportangeboten und -arten für Sehgeschädigte[14][15]
- 2014 Smartphones und Tablets, in Kooperation mit dem Bundesverband Informationswirtschaft, Telekommunikation und neue Medien: mediale und digitale Teilhabe durch bedienbare und an die Sehbehinderung anpassbare Mediengeräte, Information und Schulungen zur Bedienung[16]
- 2013 Sehen in Alterseinrichtungen, in Kooperation mit heimverzeichnis.de und dem Berufsverband der Augenärzte Deutschlands (BVA): flächendeckende Versandaktion der Broschüre „Sehbehinderte Menschen in Alterseinrichtungen“ an alle Pflegeheime in Deutschland, Begehung der Heime durch Reha-Trainer und Selbsthilfevertreter und stichprobenartige augenärztliche Untersuchung der Bewohner, Runder Tisch mit konkreten Vorschlägen zu Verbesserungen in der jeweiligen Alterseinrichtung[17][18]
- 2012 Diabetische Netzhauterkrankungen in Kooperation mit dem Berufsverband der Augenärzte Deutschlands, der Deutsche Ophthalmologische Gesellschaft, der Retinologische Gesellschaft, OcuNet, Pro Retina Deutschland, Novartis und dem Bayerischen Staatsministerium für Umwelt und Gesundheit: Aufklärung zum Thema Diabetische Retinopathie mit einer Broschüre für Diabetes-Patienten zum Risiko von Netzhauterkrankungen, Amsler-Gitter zur regelmäßigen Selbstüberprüfung beim Diabetischen Makulaödem und Diabetische Retinopathie-Simulationsbrille[19]
- 2011 Mobil trotz Sehbehinderung, in Kooperation mit Optikern der Wissenschaftlichen Vereinigung für Augenoptik und Optometrie mit der Zusatzqualifikation „Anerkannter Fachberater für Sehbehinderte“: Information über optische Hilfsmittel durch Info-Tische, Demonstration von Hilfsmitteln wie Lupe, Kleinfernrohr oder Kantenfiltergläser[3][20]
- 2010: Sehbehindertensonntag – ein Tag der Begegnung! in Kooperation mit der Arbeitsstelle Pastoral für Menschen mit Behinderung der Deutschen Bischofskonferenz und dem Dachverband der evangelischen Blinden- und evangelischen Sehbehindertenseelsorge (DeBeSS)[21]
- 2009 Lesen, so wie ich es mag in Kooperation mit Thalia Bücher: Infoaktion in Buchhandlungen mit Informationen zu Großdruck- und Hörbüchern sowie DAISY-Hörbüchern, Vorführung von E-Book-Readern, speziellen Lesegeräten, Lampen und Sehhilfen.[22]
- 2008 Einkaufen mit einer Sehbehinderung
- 2007 Sensibel für sehbehinderte Senioren
- 2006 Lernen mit einer Sehbehinderung: neue Broschüre „Hilfsmittel für sehbehinderte Menschen“, die über vergrößernde Sehhilfen und Hilfsmittel in Schule und Beruf informiert
- 2005 Leben mit einer Sehbehinderung
- 2004 Verschiedene Formen von Sehbehinderungen
- 2003 Sehbehinderte auf Reisen
- 2002 Klare Formulare bitte!: sehbehindertengerechte Gestaltung von Kontoauszügen, Rechnungen und amtlichen Schreiben
- 2001 Kontraste helfen schwachen Augen: kontrastreiche Gestaltung von visuellen Informationen und von öffentlichen Räumen